# Імперія зла

Рональд Рейган перед
Конгресом США

«Імперія зла» (англ. Evil empire) — літературний вираз, що став політичною крилатою фразою завдяки президенту США Рональду Рейгану й американським консервативним політичним колам. У своєму виступі перед Національною асоціацією євангелістів США у Флориді 8 березня 1983 Рейган публічно назвав СРСР «Імперією зла» (а також «центром Зла в сучасному світі») і оголосив своїм головним завданням боротьбу з ним.
Деякі джерела стверджують, що автором виразу був спічрайтер президента Ентоні Р. Долана. Слід зауважити, однак, що в проєкті послання Рейгана до англійського парламенту (1982) містився вираз «центр зла», викреслений чиновниками Держдепартаменту, але знову використаний Рейганом у промові у Флориді.

## Походження виразу
Імперія зла є поширеним літературним виразом, широко вживається в американській літературі і кінематографі з початку 1970-х. Перша літературна згадка виразу міститься в «Історії магії» Еліфас Леві, перекладено англійською мовою  Артуром Едвардом Вейтом («англ. The History of Magic»), де описується, як дияволопоклонники будують підступи проти всього віруючого і розсудливого людства заради приходу до влади над Світом свого повелителя — сатани- «Неймовірного правителя імперії зла».
До Радянського Союзу «імперіями зла» американські публіцисти та літератори називали Римську імперію в період до прийняття християнства, Галактичну Імперію тощо. 